# Crionica cervicornis
Crionica cervicornis là một loài bướm đêm trong họ Noctuidae.